# アーラーシュテット
アーラーシュテット（ドイツ語: Ahlerstedt、低地ドイツ語: Ohlers）は、ドイツ連邦共和国ニーダーザクセン州のシュターデ郡に属す町村（以下、本項では便宜上「町」と記述する）で、ザムトゲマインデ・ハルゼフェルトを構成する自治体の一つである。

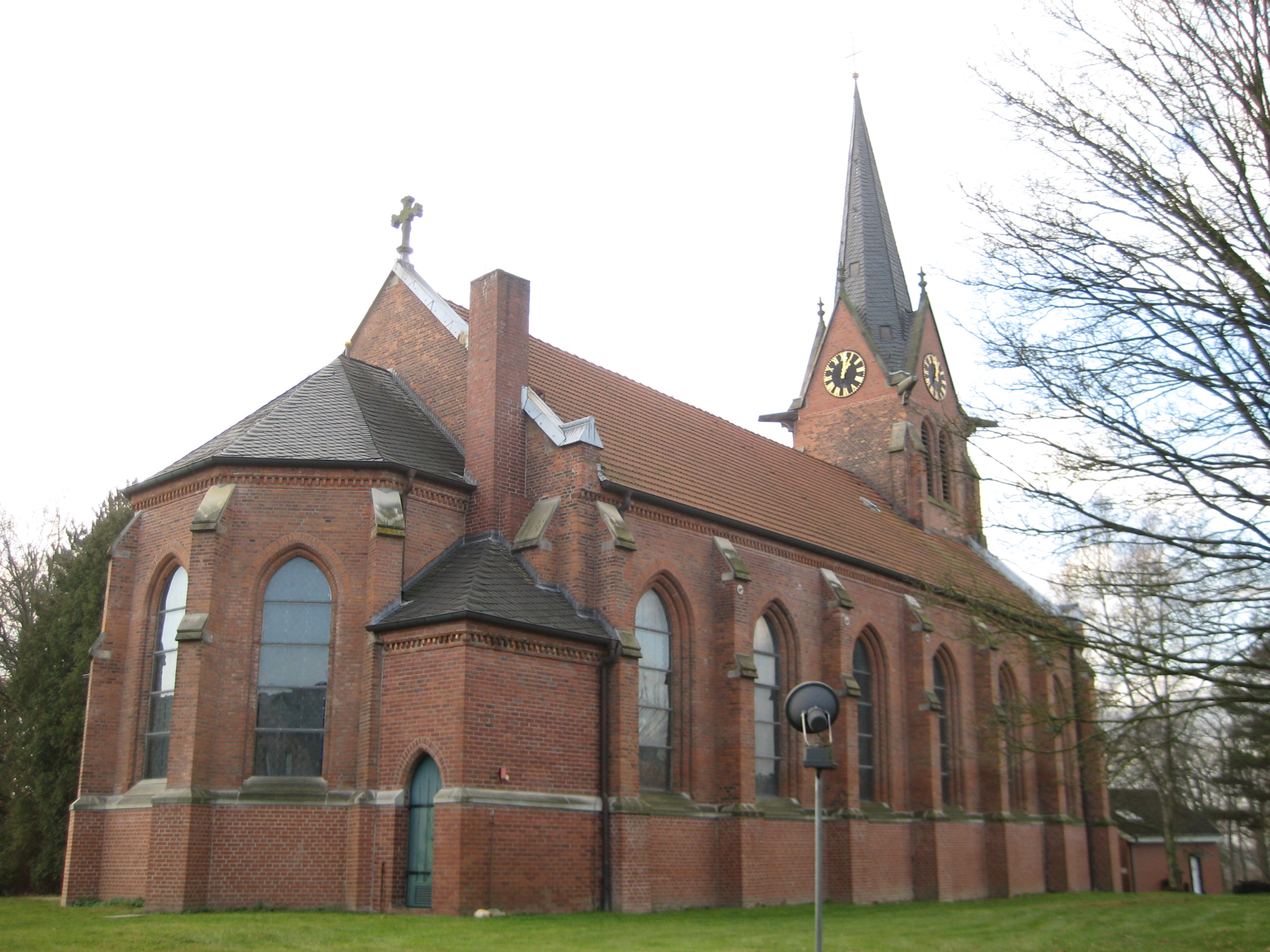
アーラーシュテットの教会

## 歴史
現在の自治体としてのアーラーシュテットは旧町村のアーラーシュテット、アーレンスヴォールデ、ボーケル、カーカーベック、エルスドルフ、オッテンドルフ、ヴァンガーゼンが合併して成立した。アーラーシュテットは1095年に初めて文献に記録されている。初めて教会が建設されたのは1656年であった。新しい教会堂は1865年に完成した。最も重要な産業分野は農業であり、その他に手工業者もいる。

## 行政

### 議会
アーラーシュテットの町議会は町長を含め17議席からなる。

### 首長
町長は Freien Wählergemeinschaft のウーヴェ・アルントである。

### 紋章
図柄: アーラーシュテットの紋章は銀の波帯で左下から右上に二分割されている。左上の青地には銀色で前史時代の住居が、右下の赤地には銀の窯が描かれている。窯の開口部からは8本の銀の炎が見える。
意味: 紋章に描かれた先史時代の十強はカーカーベックで、この地方特有の窯はアーラーシュテットでそれぞれ発掘されたものの復元図である。窯の中の炎はこの町を構成する8つの地区を象徴している。

## 引用
1. ↑  Landesamt für Statistik Niedersachsen, LSN-Online Regionaldatenbank, Tabelle A100001G: Fortschreibung des Bevölkerungsstandes, Stand 31. Dezember 2023